# Biopesticida
El término biopesticida se suele utilizar para los productos utilizados en el control de plagas principalmente de la agricultura cuyo origen es procedente de algún organismo vivo.
Principalmente son bacterias, pero también hay productos derivados de hongos, como pueden ser las Trichoderma spp. y Ampelomyces quisqualis (un organismo utilizado en el control del mildiu en la vid). Bacillus subtilis también es utilizado en el control de ciertos patógenos de las plantas. También hay ejemplo de control de hierbas y roedores mediante biopesticidas.
Hay autores que definen a los biopesticidas como cualquier pesticida de origen biológico, organismos vivos o sustancias sintetizadas por ellos. Según esto se incluirían como insecticidas organismos vivos, como hongos, bacterias, virus etc. y compuestos obtenidos de las plantas y utilizados directamente o extraídos mediante infusiones, extracciones u otros sistemas.
Si sus efectos se producen en insectos, arácnidos u hongos, se podría hablar de bioinsecticidas, bioacaricidas o biofungicidas respectivamente.
Un ejemplo bien conocido como biopesticida es Bacillus thuringiensis, una bacteria que provoca una enfermedad en insectos de los órdenes Lepidoptera, Coleoptera y Diptera. Dado que apenas tiene efectos en otros organismos está considerado como más respetuoso con el medio ambiente que otros pesticidas sintéticos.

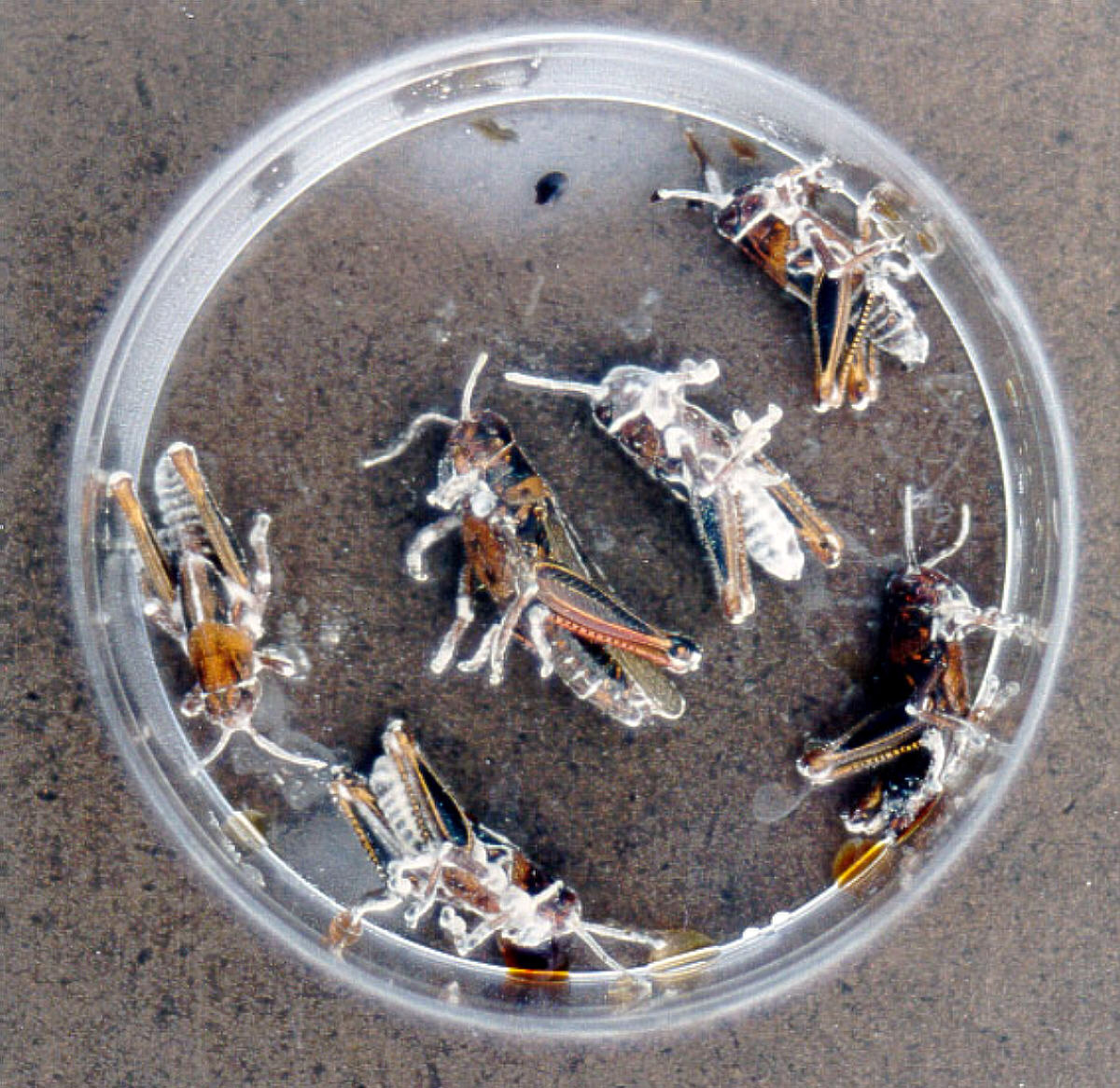
Beauveria bassiana

## Organismos vivos utilizados como biopesticidas
- Hongos entomopatógenos como Beauveria bassiana o Metarhizium anisopliae.
- Nematodos entomopatógenos como Steinernema feltiae.
- Virus entomopatógenos como el virus de la granulosis de Cydia pomonella.
- Hongos competidores como Trichoderma para el control de hongos de suelo y follaje, controlando a patógenos como Fusarium oxysporum, que no posee control químico eficiente.
- Bacterias entomopatógenas, como Bacillus thuringiensis.
- Bacterias competidoras como Bacillus subtilis para el control de bacterias fitopatógenas.

## Biopesticidas de origen vegetal
Existen numerosos bioinsecticidas de origen vegetal, entre ellos podemos citar el piretro, rotenona, nicotina, aceites vegetales, azadiractina etc.

## Usos de los biopesticidas
Los biopesticidas son un componente clave en los programas de control integrado de plagas y están recibiendo mucha importancia como medio de reducir la cantidad de pesticidas sintéticos utilizados en el control de plagas y enfermedades en los cultivos. En la mayoría de los sistemas de producción no se contemplan como sustitutos totales de los pesticidas sintéticos sino como un complemento y una forma de poder rotar los productos utilizados de modo que retrase o elimine la aparición de resistencias a los insecticidas. En agricultura ecológica los biopesticidas pueden suponer una herramienta valiosa para suplementar la rica variedad de prácticas culturales que eviten los daños en las cosechas.
Un área importante para el uso de biopesticidas es en la desinfección de semillas y tratamientos del suelo. Los fungicidas y biofungicidas son usados en el tratamiento de semillas para controlar los hongos del suelo que causan la pudrición de las semillas y muerte de las plantas jóvenes.
El libro The Manual of Biocontrol Agents hace una revisión de los bioinsecticidas disponibles en el mercado. Con el fin de usarlos correctamente es muy importante prestar atención a su formulación y modo de aplicación.

## Ventajas de los biopesticidas
- No producen residuos peligrosos.
- Reduce significativamente el impacto sobre las especies que nos son objeto de los tratamientos.
- Cuando son producidos localmente pueden ser más económicos que los insecticidas químicos.
- A largo plazo también pueden ser más efectivos que los pesticidas sintéticos.

## Inconvenientes de los biopesticidas
- Alta especificidad, que hace necesaria una identificación exacta de la plaga y su patógeno y puede hacer necesario utilizar muchos biopesticidas. Esto solo se da en casos de parasitismo, por ejemplo hongos que ataquen insectos, en los que hay de por medio procesos de coevolución. Pero en relaciones con alta cercanía taxonómica, por ejemplo hongos contra hongos, existen procesos de competencia, los que son de baja especificidad.

- A menudo, su velocidad de actuación es lenta por lo que en casos de plagas cuyos daños pueden ser elevados en muy poco tiempo, pueden no ser interesantes de usar.
- A menudo su efectividad es variable debido a la influencia de diversos aspectos bióticos y abióticos debido a que los biopesticidas son organismos vivos. Esto es debido principalmente al bajo conocimiento de las condiciones ecológicas del control.